# Nacho Monreal
Ignacio "Nacho" Monreal Eraso (pronunție în spaniolă [ˈnatʃo monreˈal eˈɾaso]; n. 26 februarie 1986) este un fotbalist spaniol liber de contract, care joacă pe post de fundaș lateral sau fundaș central. Pe plan internațional, are prezențe la națională pentru Spania U-19⁠(d), Spania U-21 și Spania.

## Palmares
Arsenal
- FA Cup: 2013–14,[2] 2014–15,[3] 2016–17[4]
- FA Community Shield: 2014,[5] 2015,[6] 2017[7]
- vice-campion EFL Cup: 2017–18[8]
- vice-campion UEFA Europa League: 2018–19[9]

### Echipa națională
- Cupa Confederațiilor FIFA: Finalist 2013

## Statistici
La 16 February 2014.
| Club          | Sezon         | Ligă    | Ligă   | Cupă    | Cupă   | Cupa Ligii | Cupa Ligii | Europa  | Europa | Total   | Total  |
| Club          | Sezon         | Meciuri | Goluri | Meciuri | Goluri | M          | G          | Meciuri | Goluri | Meciuri | Goluri |
| ------------- | ------------- | ------- | ------ | ------- | ------ | ---------- | ---------- | ------- | ------ | ------- | ------ |
| Osasuna B     | 2004–05       | 1       | 0      | 0       | 0      | –          | –          | –       | –      | 1       | 0      |
| Osasuna B     | 2005–06       | 35      | 3      | 0       | 0      | –          | –          | –       | –      | 35      | 6      |
| Osasuna B     | Total         | 36      | 3      | 0       | 0      | –          | –          | 0       | 0      | 36      | 3      |
| Osasuna       | 2006–07       | 10      | 0      | 3       | 0      | –          | –          | 6       | 0      | 19      | 0      |
| Osasuna       | 2007–08       | 27      | 1      | 0       | 0      | –          | –          | –       | –      | 27      | 1      |
| Osasuna       | 2008–09       | 28      | 0      | 1       | 0      | –          | –          | –       | –      | 29      | 0      |
| Osasuna       | 2009–10       | 31      | 1      | 6       | 0      | –          | –          | –       | –      | 37      | 1      |
| Osasuna       | 2010–11       | 31      | 1      | 1       | 0      | –          | –          | –       | –      | 32      | 1      |
| Osasuna       | Total         | 127     | 3      | 11      | 0      | –          | –          | 6       | 0      | 144     | 3      |
| Málaga        | 2011–12       | 31      | 0      | 2       | 0      | –          | –          | –       | –      | 33      | 0      |
| Málaga        | 2012–13       | 14      | 1      | 3       | 0      | –          | –          | 4       | 0      | 21      | 1      |
| Málaga        | Total         | 45      | 1      | 5       | 0      | –          | –          | 4       | 0      | 54      | 1      |
| Arsenal       | 2012–13       | 10      | 1      | 1       | 0      | 0          | 0          | 0       | 0      | 11      | 1      |
| Arsenal       | 2013–14       | 17      | 0      | 3       | 0      | 2          | 0          | 7       | 0      | 29      | 0      |
| Arsenal       | Total         | 27      | 1      | 4       | 0      | 2          | 0          | 7       | 0      | 40      | 1      |
| Total carieră | Total carieră | 233     | 7      | 19      | 0      | 2          | 0          | 17      | 0      | 273     | 8      |